# Búrbaix
Búrbaix - Бурбаш (rus) - és un poble de la República del Tatarstan, a Rússia. El 2010 tenia 869 habitants.